# Henri Klein (Fußballspieler)
Henri „Bizzi“ Klein (* 14. April 1944 in Oberkorn; † 7. September 1995 in Esch an der Alzette) war ein luxemburgischer Fußballspieler.

## Karriere

### Verein
Klein begann seine Karriere als Fußballspieler in seinem Heimatort beim CS Oberkorn. Ab 1963 spielte er eine Saison für Red Boys Differdingen. 1964 ging er nach Belgien zum Royal Football Club Lüttich, von wo er 1966 zum KVK Tirlemont wechselte.
1968 schloss er sich den Vancouver Royals in Kanada an, wo er unter Trainer Ferenc Puskás in einer Saison 20 Tore erzielte. Nach einem Jahr kehrte er 1969 zu den Red Boys nach Luxemburg zurück, bevor er 1970 zum FC Utrecht weiterzog. Nach zwei Jahren in den Niederlanden kehrte er abermals zu den Red Boys zurück, bei denen er nach der Saison 1972/73 seine Karriere beendete.

### Nationalmannschaft
Zwischen 1963 und 1969 bestritt er 10 A-Länderspiele für Luxemburg, in denen er vier Tore erzielte. Bizzi Klein stand in der Mannschaft, die im Viertelfinal-Rückspiel der Europameisterschaft 1964 am 30. Oktober 1963 im Rotterdamer Stadion De Kuip sensationell die Niederlande mit 2:1 besiegte.